# René Sócrates Sándigo Jirón
René Sócrates Sándigo Jirón (Diriá, 19 aprile 1965) è un vescovo cattolico nicaraguense, dal 29 giugno 2019 vescovo di León en Nicaragua.

## Biografia
René Sócrates Sándigo Jirón è nato a Diriá il 19 aprile 1965 ed è il nono dei dodici figli di Enrique Sándigo e Isabel Jirón de Sándigo.

### Formazione e ministero sacerdotale
Ha frequentato la scuola elementare a Diriomo, il collegio salesiano di Granada e il seminario minore della diocesi di Granada.
Ha studiato filosofia nel seminario interdiocesano "Nostra Signora di Fátima" di Managua e teologia nel seminario maggiore di Medellín, in Colombia. Ha conseguito la licenza in teologia dogmatica presso la Pontificia Università Bolivariana di Medellín e la licenza in Sacra Scrittura presso la Pontificia Università Gregoriana di Roma.
L'11 luglio 1992 è stato ordinato presbitero per la diocesi di Granada da monsignor Leovigildo López Fitoria. In seguito è stato vicario parrocchiale della parrocchia di Sant'Antonio María Claret, parroco della stessa, vicario parrocchiale della parrocchia del Salvatore a Medellín, parroco della parrocchia di San Pietro a Diriá, primo rettore del seminario maggiore di Granada, parroco della parrocchia di San Giorgio a Rivas e vicario episcopale della regione di Rivas.
È stato anche docente nei tre seminari maggiori della provincia ecclesiastica del Nicaragua.

### Ministero episcopale
Il 28 ottobre 2004 papa Giovanni Paolo II lo ha nominato vescovo di Juigalpa. Ha ricevuto l'ordinazione episcopale il 22 gennaio successivo nella cattedrale dell'Assunzione di Maria Vergine a Juigalpa dal cardinale Miguel Obando Bravo, arcivescovo metropolita di Managua, co-consacranti l'arcivescovo Jean-Paul Aimé Gobel, nunzio apostolico in Nicaragua, e il vescovo di Matagalpa Leopoldo José Brenes Solórzano. Durante la stessa celebrazione prese possesso della diocesi.
Nel luglio del 2008 ha compiuto la visita ad limina.
Nel settembre del 2017 ha compiuto una seconda visita ad limina.
Il 29 giugno 2019 papa Francesco lo ha nominato vescovo di León en Nicaragua. Ha preso possesso della diocesi il 24 agosto successivo.
In seno alla Conferenza episcopale del Nicaragua è responsabile delle aree della cultura e dell'educazione sociale dal novembre del 2021. In precedenza è stato segretario generale e rappresentante presso il Consiglio episcopale latinoamericano dal 2005 al 2007  e presidente della stessa dal novembre 2011 al 18 novembre 2014 e dal 15 novembre 2017 al novembre del 2021.

## Genealogia episcopale
La genealogia episcopale è:
- Cardinale Scipione Rebiba
- Cardinale Giulio Antonio Santorio
- Cardinale Girolamo Bernerio, O.P.
- Arcivescovo Galeazzo Sanvitale
- Cardinale Ludovico Ludovisi
- Cardinale Luigi Caetani
- Cardinale Ulderico Carpegna
- Cardinale Paluzzo Paluzzi Altieri degli Albertoni
- Papa Benedetto XIII
- Papa Benedetto XIV
- Papa Clemente XIII
- Cardinale Marcantonio Colonna
- Cardinale Giacinto Sigismondo Gerdil, B.
- Cardinale Giulio Maria della Somaglia
- Cardinale Carlo Odescalchi, S.I.
- Vescovo Eugène de Mazenod, O.M.I.
- Cardinale Joseph Hippolyte Guibert, O.M.I.
- Cardinale François-Marie-Benjamin Richard de la Vergne
- Cardinale Pietro Gasparri
- Cardinale Benedetto Aloisi Masella
- Arcivescovo Antonio Taffi
- Vescovo Marco Antonio García y Suárez
- Cardinale Miguel Obando Bravo, S.D.B.
- Vescovo René Sócrates Sándigo Jirón